# Ruschia montaguensis
Ruschia montaguensis är en isörtsväxtart som beskrevs av L. Bol. Ruschia montaguensis ingår i släktet Ruschia och familjen isörtsväxter. Inga underarter finns listade i Catalogue of Life.